# Foxwhelp (manzana)
'Foxwhelp es el nombre de una variedad cultivar de manzano (Malus domestica). Un híbrido de manzana diploide de Parental desconocido, es una manzana de sidra agriácida tradicional de West Country. Es una manzana de piel roja, recolectada en septiembre. Se registró por primera vez en 1600 y se dice que se originó en Gloucestershire, Reino Unido.

## Sinonimia
- 'Old Foxwhelp'.

## Historia
'Foxwhelp' es una variedad de manzana, híbrido de manzana diploide de Parental desconocido. Esta es una variedad de sidra agridulce tradicional utilizada en Gloucestershire (Reino Unido) para hacer sidra en el siglo XVII. Fue documentado por primera vez por Ralph Austen en la edición de 1653 de su «"A Treatise on Fruit-trees"» ("Tratado sobre árboles frutales") y nuevamente en 1664 por John Evelyn en su obra "Pomona". John Worlidge también se refiere a él en "Vinetum Britannicum", que fue publicado en 1676 con el comentario «"The Fox-whelp is esteemed among the choice Cider-fruits"» ("El cachorro de zorro es estimado entre los frutos de sidra selectos"). Se acepta como oriunda del Bosque de Dean en Gloucestershire. La variedad se tuvo en tan alta estima que el nombre Foxwhelp se usó a menudo para beneficiarse de esa reputación. Algunas carecen tanto de las mejores cualidades de la manzana de sidra original que se agrupan bajo el nombre de "Fauxwhelp".
'Foxwhelp' está cultivada en diversos bancos de germoplasma de cultivos vivos tales como en National Fruit Collection (Colección Nacional de Fruta) de Reino Unido con el número de accesión: 1989-128 y nombre de accesión 'Red Foxwhelp'. También se encuentra ejemplares vivos en el huerto colección de manzanas para la elaboración de sidra del "Tidnor Wood National Collection® of Malus".

## Características
'Foxwhelp' es un árbol de un vigor moderadamente vigoroso, con un hábito extendido. Buen cultivo, produce una buena cosecha anualmente, pero es necesario aclararlo para mantener el tamaño de la fruta. Tiene un tiempo de floración que comienza a partir del 1 de mayo con el 10% de floración, para el 3 de mayo tiene una floración completa (80%), y para el 10 de mayo tiene un 90% caída de pétalos.
'Foxwhelp' tiene una talla de fruto de pequeño a medio; forma redondo a redondo aplanado, con una altura promedio de 55,04 mm y una anchura de 62,45 mm; con nervaduras irregulares y corona media; epidermis tiende a ser dura suave con color de fondo es amarillo verdoso con un sobre color extenso rubor rojo carmesí, brillante lavada y marcada con un patrón denso de franjas rojas brillantes, excepto por el lado sombreado donde se ven franjas amarillas, importancia del sobre color alto, y patrón del sobre color rayas / chapa, algunas manchas de ruginoso-"russeting", especialmente alrededor de la cavidad del tallo, presenta numerosas lenticelas medianas a pequeñas, ruginoso-"russeting" (pardeamiento áspero superficial que presentan algunas variedades) bajo; cáliz es moderadamente grande y cerrado, asentado en una cuenca estrecha , poco profunda, y estriada; pedúnculo es de longitud media y de un calibre delgado, colocado en una cavidad profunda y estrecha, presenta en sus paredes mancha de ruginoso-"russeting"; la carne es amarillenta con manchas rojas, tierna, sabor ácido, muy amargo, y muy aromático.
Su tiempo de recogida de cosecha se inicia a mediados de octubre. Se mantiene bien hasta dos meses en cámara frigorífica. Es susceptible a la costra.

## Progenie
'Foxwhelp' tiene una predisposición a producir gran cantidad de Desportes, en su progenie como nuevas variedades de manzana:
- 'Red Foxwhelp',
- 'Black Foxwhelp',
- 'Broxwood Foxwhelp',
- 'New Foxwhelp',
- 'Bastard Foxwhelp',
- 'Rejuvenated Foxwhelp',
- 'Improved Foxwhelp'.

## Usos
'Foxwhelp' se clasifica como una variedad de tipo "agriácido" (ºBrix: 12) en la clasificación estándar de manzanas para sidra, siendo alta en tanino (Taninos: >0.45) y alta en ácido málico (Acidez: >0.2).

## Ploidismo
Triploide, polen estéril. Grupo de polinización: B, Día 5.